# Megachile villosa
Megachile villosa är en biart som först beskrevs av Fabricius 1775.  Megachile villosa ingår i släktet tapetserarbin, och familjen buksamlarbin. Inga underarter finns listade i Catalogue of Life.